# Digimon World 2
Digimon World 2 (デジモンワールド2?, Dejimon Wārudo Tsu) è un videogioco sviluppato e pubblicato da Bandai. Il giocatore controlla Akira, un giovane che ha come obiettivo quello di diventare un grande domatore di Digimon.

## Trama
Akira vive a Digital City, città situata nell'immaginario "Directory Continent", terra dove i Digimon vivono pacificamente. Tuttavia, alcuni Digimon selvaggi iniziano ad attaccare Digital City. Akira decide quindi di unirsi alla squadra di guardia che si propone il compito di mantenere la pace e la sicurezza della regione.
All'inizio del gioco, Akira completa la sua ultima missione di addestramento e si unisce ad una delle squadre di Guardia (il giocatore ha la possibilità di scegliere tra la squadra Black Sword, la squadra Gold Hawks e la squadra Blue Falcon). Akira riceve gli ordini dal Capo della squadra, che lo incarica di missioni che coinvolgono vari Domini in cui si nascondono avversari da battere.

## Modalità di gioco
Essendo un dungeon crawl, Digimon World 2 ha una giocabilità molto differente dal suo predecessore, in cui i Digimon sono visti come animali domestici. Il giocatore esplora vari labirinti, chiamati "Domini", all'interno di un particolare veicolo chiamato "Digi-Bettle" (il Digi-Beetle di Akira ha il nome predefinito di "Gunner" ma il giocatore ha la possibilità di rinominarlo). Questi Domini includono varie cose come mine, campi energetici chiamati "Electro-Spore", pietre giganti, pavimenti acidi, scrigni e soprattutto Digimon nemici.
La maggior parte di queste trappole possono essere aggirate attraverso degli oggetti acquistabili nei negozi di Digital City. I Digimon nemici possono, invece, divenire amici con i "doni", anch'essi acquistabili nei negozi.
Di solito, alla fine del Dominio il giocatore dovrà affrontare un Digimon o un Domatore avversario. Dopo aver sconfitto il Boss del Dominio, il giocatore può uscire dallo stesso attraverso un portale d'uscita.

### Digievoluzione
La digievoluzione è il processo in cui un Digimon si evolve in una forma più avanzata. Un Digimon Intermedio evolve in un Digimon Campione, il livello Campione evolve in livello Evoluto ed un Evoluto evolve in livello Mega. In questo gioco, la Digievoluzione è influenzata dai DP (punti digievoluzione).

### Punti digievoluzione
I DP sono il fattore più importante per la digievoluzione. Essi si possono guadagnare attraverso le DNA-evoluzioni. Con un numero particolarmente elevato di punti si può ottenere una digievoluzione molto rara e potente ma bisogna fare attenzione a non DNA-digievolvere il proprio Digimon perché potrebbe non più evolvere.

### DNA Digievoluzione
La DNA Digievoluzione serve ad unire due Digimon per crearne uno di livello inferiore. Questo nuovo Digimon è però molto più forte rispetto ad uno stesso esemplare normale ed inoltre possiede DP maggiori.

## Digimon
Intermedio
- Agumon
- Betamon
- Biyomon
- Candlemon
- ClearAgumon
- Crabmon
- DemiDevimon
- Dokunemon
- Elecmon
- Floramon
- Gabumon
- Gazimon
- Gizamon
- Goburimon
- Gomamon
- Gotsumon
- Hagurumon
- Kunemon
- Mushroomon
- Otamamon
- Palmon
- Patamon
- Penguinmon
- SnowAgumon
- SnowGoburimon
- Syakomon
- Tapirmon
- Tentomon
- ToyAgumon
- Tsukaimon
- Veemon

Campione
- Airdramon
- Akatorimon
- Angemon
- Apemon
- Bakemon
- Birdramon
- Centarumon
- Clockmon
- Coelamon
- Cyclonemon
- Darkrizardmon
- DarkTyrannomon
- Deltamon
- Devidramon
- Devimon
- Dolphmon
- Drimogemon

- Flamedramon
- Flarerizardmon
- Flymon
- Frigimon
- Garurumon
- Gatomon
- Gekomon
- Gesomon
- Greymon
- Guardromon
- Gururumon
- Hyogamon
- IceDevimon
- Icemon
- Ikkakumon
- J-Mojyamon
- Kabuterimon
- Kiwimon
- Kokatorimon
- Kuwagamon
- Leomon
- Meramon
- Mojyamon
- Monochromon
- MoriShellmon
- MudFrigimon
- Nanimon
- Ninjamon
- NiseDrimogemon
- Numemon
- Octomon
- Ogremon
- Piddomon
- P-Sukamon
- Raremon
- RedVegiemon
- Saberdramon
- SandYanmamon
- Seadramon
- Shellmon
- ShimaUnimon
- Soulmon
- Starmon
- Sukamon
- Tankmon
- Togemon
- Tortomon
- Tuskmon
- Tyrannomon
- Unimon
- Veedramon

- Vegiemon
- Wizardmon
- Woodmon
- Yanmamon

Evoluto
- AeroVeedramon
- Andromon
- Angewomon
- Blossomon
- BlueMeramon
- Cherrymon
- Datamon
- Deramon
- Digitamamon
- Dragomon
- Etemon
- ExTyrannomon
- Garbagemon
- Garudamon
- Gigadramon
- Giromon
- Lillymon
- MagnaAngemon
- Mamemon
- Mammothmon
- MarineDevimon
- MasterTyrannomon
- Megadramon
- MegaKabuterimon
- MegaSeadramon
- MetalGreymon
- MetalMamemon
- MetalTyrannomon
- Meteormon
- Monzaemon
- Myotismon
- Okuwamon
- Panjyamon
- Phantomon
- Piximon
- Pumpkinmon
- Raidramon
- Scorpiomon
- ShogunGekomon
- SkullGreymon
- SkullMeramon
- Tekkamon
- Tinmon
- Triceramon
- Vademon

- Vermilimon
- WaruMonzaemon
- WaruSeadramon
- WereGarurumon
- Whamon
- Zudomon

Mega
- Baihumon
- Boltmon
- Diaboromon
- GranKuwagamon
- Gryphonmon
- HerculesKabuterimon
- Imperialdramon
- Jijimon
- Kimeramon
- Machinedramon
- Magnadramon
- MarineAngemon
- MetalEtemon
- MetalGarurumon
- MetalSeadramon
- Omnimon
- Phoenixmon
- Piedmon
- P-Mamemon
- Preciomon
- Pukumon
- Puppetmon
- Rosemon
- SaberLeomon
- Seraphimon
- SkullMammothmon
- VenomMyotismon
- WarGreymon

Digimon presenti solo nel videogioco
- ChaosBlackWarGreymon
- ChaosPiedmon
- ChaosMetalSeadramon
- Chaos Lord

Avversari non Digimon
- NeoCrimson
- OverLord GAIA

## Sviluppo
Digimon World 2 è stato annunciato, assieme a Digimon World, nel maggio 2000, prima che entrambi i videogiochi fossero pubblicati.

## Accoglienza
Il videogioco ha ricevuto delle valutazioni piuttosto mediocri da parte dei siti web specializzati. Raffaele Staccini di Multiplayer.it classificò Digimon World 2 come il nono miglior gioco della serie.